# Heinkel HD 43
O Heinkel HD 43 foi uma aeronave protótipo construída pela Heinkel, na Alemanha, durante os anos 30. Um caça biplano monomotor, esta aeronave foi desenvolvida para ir de encontro a um projecto secreto da Reichswehr para a construção de um caça. Um único exemplar foi construído, e voou pela primeira vez em 1931.